# Nationale weg 168 (Japan)

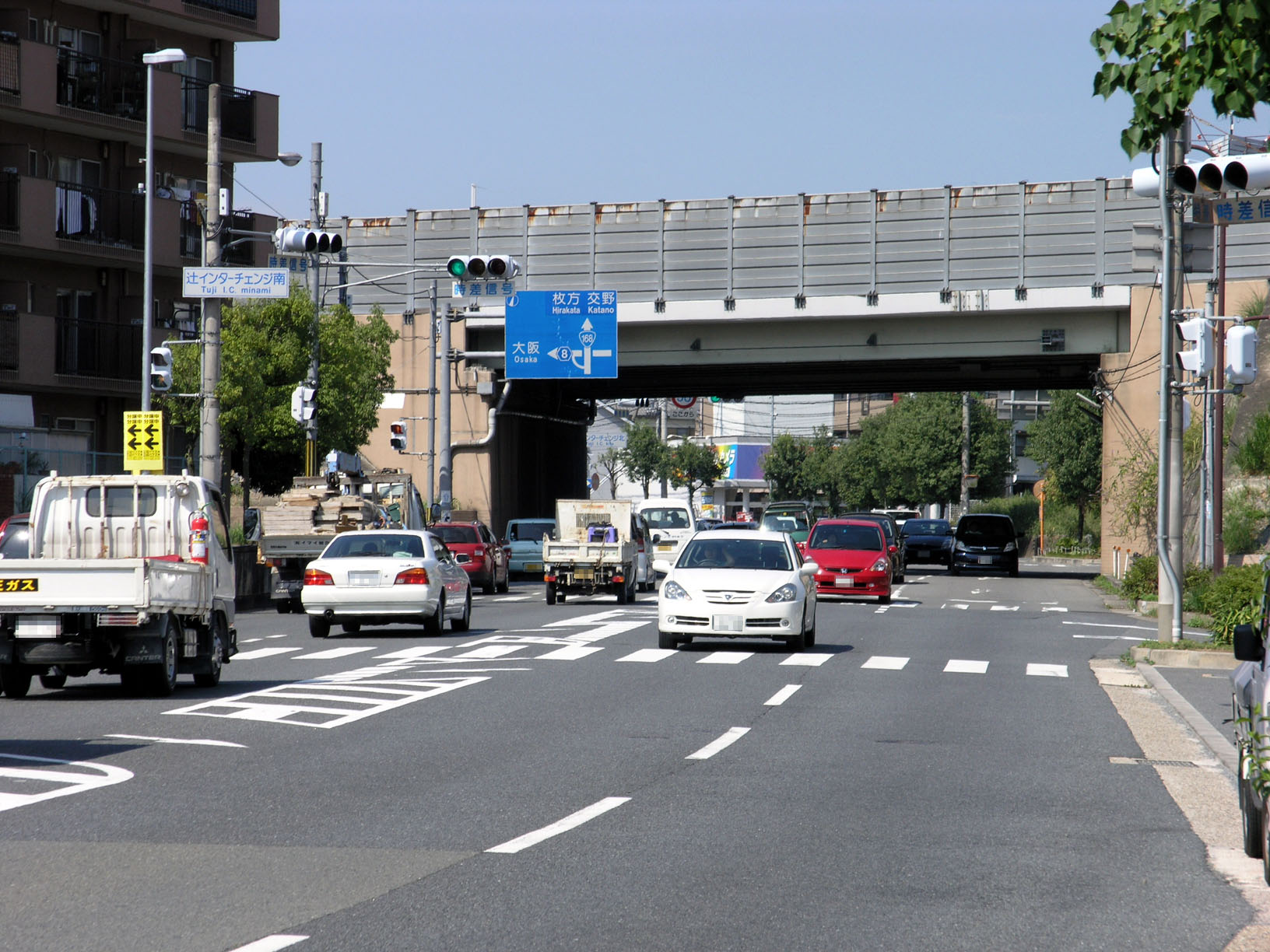
Autoweg 168 te Ikoma, Nara

Autoweg 168 (国道168号, Kokudō hyakurokujūhachi-gō) is een Japanse nationale autoweg die  Shingū (prefectuur Wakayama) verbindt met de stad Hirakata (prefectuur Osaka). De autoweg werd in gebruik genomen in 1953.

## Overzicht
- Lengte: 193,9 km
- Beginpunt:  Shingū (Autoweg 168 start aan het knooppunt met Autoweg 42 )
- Eindpunt: Hirakata (Autoweg 168 eindigt aan het knooppunt met Autoweg 1)

## Gemeenten waar de autoweg passeert
- Prefectuur Wakayama
  -  Shingū - Tanabe
- Prefectuur Nara
  - Totsukawa (district Yoshino) -  Gojō - Gose – Yamatotakada - Katsuragi - Kashiba - Ōji (District Kitakatsuragi) - Sangō (District Ikoma) - Ikaruga (District Ikoma) - Heguri (District Ikoma) - Ikoma
- Prefectuur Osaka
  - Katano - Hirakata